# Synaphris orientalis
Synaphris orientalis är en spindelart som beskrevs av Yuri M. Marusik och Pekka T. Lehtinen 2003. Synaphris orientalis ingår i släktet Synaphris och familjen Synaphridae.
Artens utbredningsområde är Turkmenistan. Inga underarter finns listade i Catalogue of Life.